# Giovanni Giacomo Grimaldi

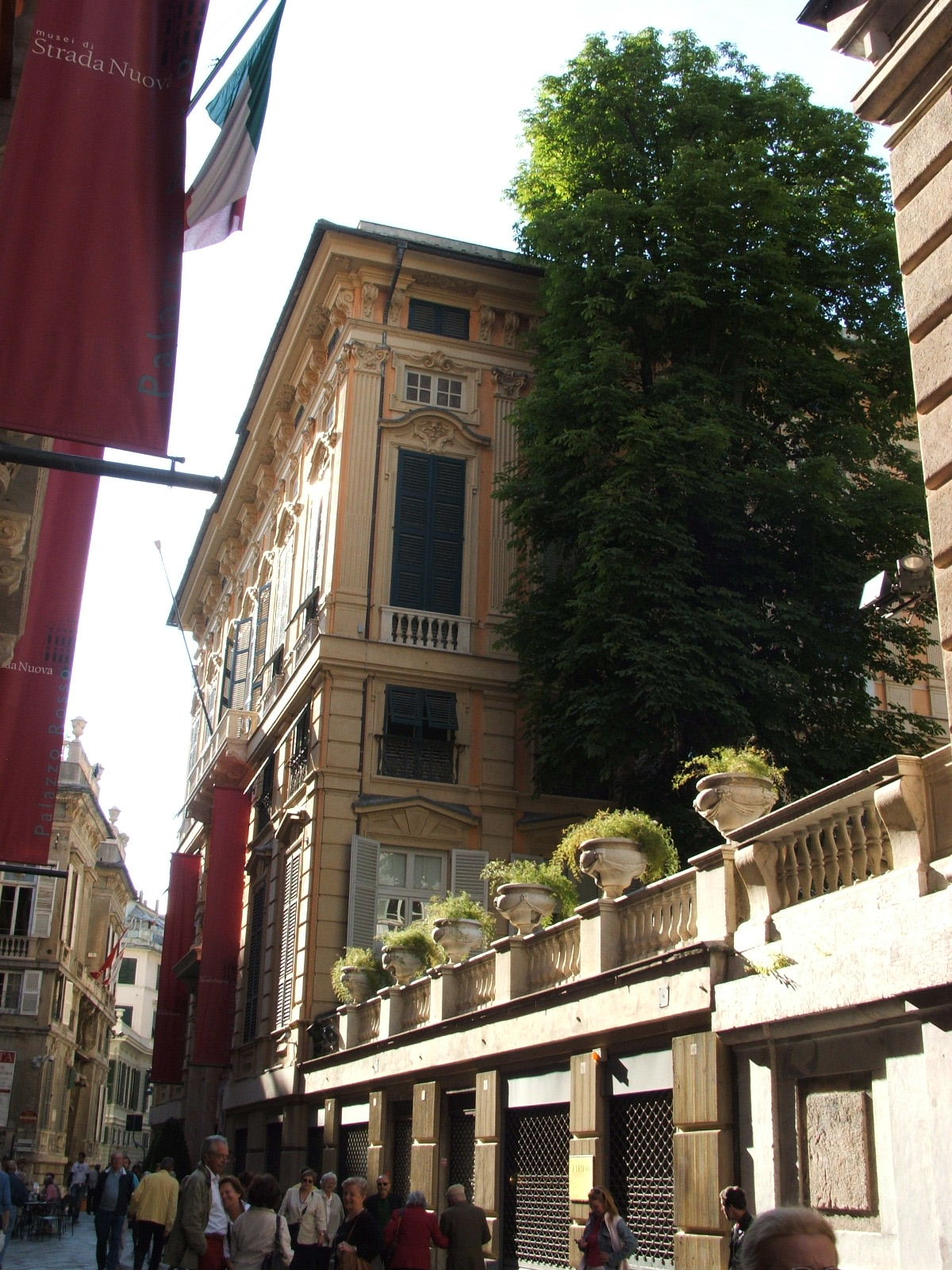
Palazzo Bianco w Genui

Giovanni Giacomo Grimaldi (ur. 1682, zm. 1777) – genueński wódz i polityk.

## Życiorys
Od 22 czerwca 1756 do 22 czerwca 1758 roku był dożą Republiki Genui.
W marcu 1759 już z powrotem jedynie jako senator Republiki był przy pacyfikacji Korsyki i przy oblężeniu miasta Furiani (1759), z których to wydarzeń sporządził w Genui relację.
Komisarz Generalny (Commissario Generale) Korsyki zapraszał już Grimaldiego kilkukrotnie na zrewoltowaną wyspę. Grimaldi był na niej od 1751 do 1754; a następnie od 1755 do 1756, znał więc wyspę jak własna kieszeń, gdy przyszło mu odwiedzić ją po raz trzeci w 1759 jako ex-doża, w charakterze komisarza nadzwyczajnego (Commissario Straordinario), by spróbować wywalczyć miasto Furiani z rąk Korsykanów pod wodzą Pasquale Paoliego (1725–1807). Okazało się jednak, że Paoli wzniósł fortyfikacje w Nonza i w samym Furiani, a ważne miasto Bastia, ciągle w rękach rządu Republiki Genui, było zablokowane. Furiani musiało zostać koniecznie odzyskane, więc poproszono o pomoc Francuzów.
Już pierwszy traktat w Compiègne (1756) przyznawał Genui francuskie wsparcie i Francuzi wspierali militarnie Genueńczyków, lecz francuskie wojska odpłynęły z Korsyki w pierwszym kwartale 1759 roku. Niechronione już przez Francuzów oddziały Republiki musiały przyjąć postawę defensywną wobec dużych sił korsykańskich, w tym celu należało oprzeć obronę na jakimś mieście – stąd pomysł Grimaldiego, by odzyskać Furiani. By zwiększyć szanse szturmu Grimaldi zaciągnął jeszcze 3-4 tysiące Niemców i Szwajcarów. Atakiem w trzech kolumnach dowodził osobiście. Oblężenie i atak nie przyniosły jednak takich efektów, jakich życzyły sobie władze Republiki, a to spowodowało koniec kariery Grimaldiego.